# Lorenzo Gilli
Lorenzo Gilli (Villa María, 28 maggio 1905 – ...) è stato un calciatore argentino, di ruolo difensore.

## Carriera

### Club
Giocò tutta la carriera nel campionato argentino.

### Nazionale
Con la maglia della nazionale ha trionfato a livello continentale nel 1941.

## Palmarès

### Club

#### Competizioni nazionali
- Campionato argentino: 1

San Lorenzo: 1933

## Palmarès

### Nazionale
- Campeonato Sudamericano de Football: 1

Cile 1941